# NGC 6547
NGC 6547 é uma galáxia espiral (S0-a) localizada na direcção da constelação de Hercules. Possui uma declinação de +25° 13' 58" e uma ascensão recta de 18 horas, 05 minutos e 10,0 segundos.
A galáxia NGC 6547 foi descoberta em 7 de Agosto de 1864 por Albert Marth.